# Nathaniel McKinney
Nathaniel McKinney, född 19 januari 1982 i Nassau, är en friidrottare från Bahamas som tävlar i kortdistanslöpning.
McKinney har aldrig nått en mästerskapsfinal individuellt. Däremot var han med i stafettlaget på 4 x 400 meter som vann silver på VM 2005. Han var även med och blev bronsmedaljör vid VM 2003 i Paris. 

## Personliga rekord
- 400 meter - 45,68